# Fritz Tarp
Fritz Tarp   (municipi de Ringsted, 2 d'agost de 1899 - Frederiksberg, 9 de gener de 1958) fou un futbolista danès de la dècada de 1920.
Fou 44 cops internacional amb la selecció de Dinamarca.
Pel que fa a clubs, defensà els colors de Hellerup IK i B 93.